# 冯时基
冯时基（？—？），山东益都人，是一名清朝政治人物。
冯时基曾于1788年接替任兆炯任南汇县知县一职，同年年由王光陛接任。